# Anthony Weradet Chaiseri
Anthony Weradet Chaiseri (in thailandese: อันตน วีระเดช ใจเสรี; Ban Tha Rae, 26 giugno 1963) è un arcivescovo cattolico thailandese, dal 13 maggio 2020 arcivescovo metropolita di Thare e Nonseng e dal 1º ottobre 2021 vicepresidente della Conferenza dei vescovi cattolici della Thailandia.

## Biografia
È nato il 26 giugno 1963 a Ban Tha Rae, settimo figlio di Peter Sawai e Anna Hien Jaiserai. Il padre è originario del Vietnam ed ha un fratello sacerdote.

### Formazione e ministero sacerdotale
Dopo essersi diplomato al liceo, ha frequentato il seminario minore diocesano di Tharé ed ha conseguito una laurea in filosofia nel 1988 e in teologia nel 1991.
È stato ordinato sacerdote il 21 marzo 1992, incardinato nell'arcidiocesi di Thare e Nonseng; successivamente ha proseguito gli studi ecclesiastici e ha conseguito un master in teologia biblica nel 1997 presso la Pontificia università urbaniana di Roma ed ha sostenuto un corso di formazione per i formatori dei seminari presso il Pontificio ateneo Regina Apostolorum a Roma.
Dal 1998 al 2008 è stato rettore del seminario minore Fatima in Tharé mentre dal 2003 al 2008 è stato direttore spirituale nel seminario maggiore di Thakaek.
Dal 2008 al 2020 è stato vicario generale dell'arcidiocesi di Thare e Nonseng.

### Ministero episcopale
Il 13 maggio 2020 papa Francesco lo ha nominato arcivescovo metropolita di Thare e Nonseng, succedendo a Louis Chamniern Santisukniram, dimessosi per raggiunti limiti d'età.
Ha ricevuto l'ordinazione episcopale il 15 agosto successivo presso la cattedrale di San Michele arcangelo di Ban Tha Rae dalle mani dell'arcivescovo emerito di Thare e Nonseng, Louis Chamniern Santisukniram, co-consacranti il nunzio apostolico in Thailandia Paul Tschang In-nam e il vescovo di Ubon Ratchathani Philip Banchong Chaiyara.
Il 1º ottobre 2021 è stato eletto vicepresidente della Conferenza dei vescovi cattolici della Thailandia.
Nel 2021 ha affermato che "è importante continuare il dialogo di vita tra cattolici e buddisti in Thailandia" in quanto "non ci sono attriti o tensioni tra le comunità cattoliche e buddiste nel Paese, perché la società thailandese è aperta e tollerante, ma serve approfondire la collaborazione tra le due comunità di fede".

## Genealogia episcopale
La genealogia episcopale è:
- Cardinale Scipione Rebiba
- Cardinale Giulio Antonio Santori
- Cardinale Girolamo Bernerio, O.P.
- Arcivescovo Galeazzo Sanvitale
- Cardinale Ludovico Ludovisi
- Cardinale Luigi Caetani
- Cardinale Ulderico Carpegna
- Cardinale Paluzzo Paluzzi Altieri degli Albertoni
- Papa Benedetto XIII
- Papa Benedetto XIV
- Papa Clemente XIII
- Cardinale Marcantonio Colonna
- Cardinale Giacinto Sigismondo Gerdil, B.
- Cardinale Giulio Maria della Somaglia
- Cardinale Carlo Odescalchi, S.I.
- Cardinale Costantino Patrizi Naro
- Cardinale Lucido Maria Parocchi
- Papa Pio X
- Papa Benedetto XV
- Papa Pio XII
- Cardinale Eugène Tisserant
- Papa Paolo VI
- Arcivescovo Joseph Khiamsun Nittayo
- Cardinale Michael Michai Kitbunchu
- Arcivescovo Louis Chamniern Santisukniram
- Arcivescovo Anthony Weradet Chaiseri